# Aphanostigma piri
La fillossera del pero  (Aphanostigma piri Cholodkovsky, 1903) è un insetto della famiglia dei Phylloxeridae (Rhynchota Homoptera, superfamiglia Aphidoidea). 
Questo afide attacca il pero, sul quale svolge un olociclo monoico o un anolociclo. Originario del Portogallo è diffuso in tutte le regioni temperate del Vecchio Continente, fino al Giappone.